# Erythrolamprus melanotus
Erythrolamprus melanotus — вид змій родини полозових (Colubridae). Мешкає в Південній Америці.

## Підвиди
Виділяють три підвиди:
- Erythrolamprus melanotus lamari (Dixon & Michaud, 1992);
- Erythrolamprus melanotus nesos (Dixon & Michaud, 1992);
- Erythrolamprus melanotus melanotus (Shaw, 1802).

## Поширення і екологія
Erythrolamprus melanotus мешкають в Колумбії, Венесуелі (зокрема на острові Маргарита), а також у Тринідаді і Тобаго. Вони живуть в передгірських і гірських тропічних лісах, поблизу струмків. Зустрічаються на висоті до 2000 м над рівнем моря.